# Aeschynomene
Aeschynomene és un gènere de plantes dins la família fabàcia, conté de 160 a 366 espècies. La seva distribució és predominantment tropical. El gènere inclou la tribu Hedysareae, el qual també inclou els gèneres Arachis (el del cacauet)
i Stylosanthes.

## Espècies seleccionades
- Aeschynomene abyssinica
- Aeschynomene acapulcensis
- Aeschynomene aculeata
- Aeschynomene acutangula
- Aeschynomene aspera
- Aeschynomene cristata
- Aeschynomene elaphroxylon
- Aeschynomene evenia
- Aeschynomene falcata
- Aeschynomene gracilis
- Aeschynomene histrix
- Aeschynomene indica
- Aeschynomene paniculata
- Aeschynomene pratensis
- Aeschynomene rudis
- Aeschynomene sensitiva

## Simbiosi
Aeschynomene com la majoria de lleguminoses forma nòduls fixadors de nitrogen en simbiosi amb Rhizobium. Es va descobrir que certes soques de Bradyrhizobium que formen nòduls amb Aeschynomene manquen de Factors NOD cosa que implica un mecanisme diferent del d'altres plantes lleguminoses.